# 휠체어 컬링

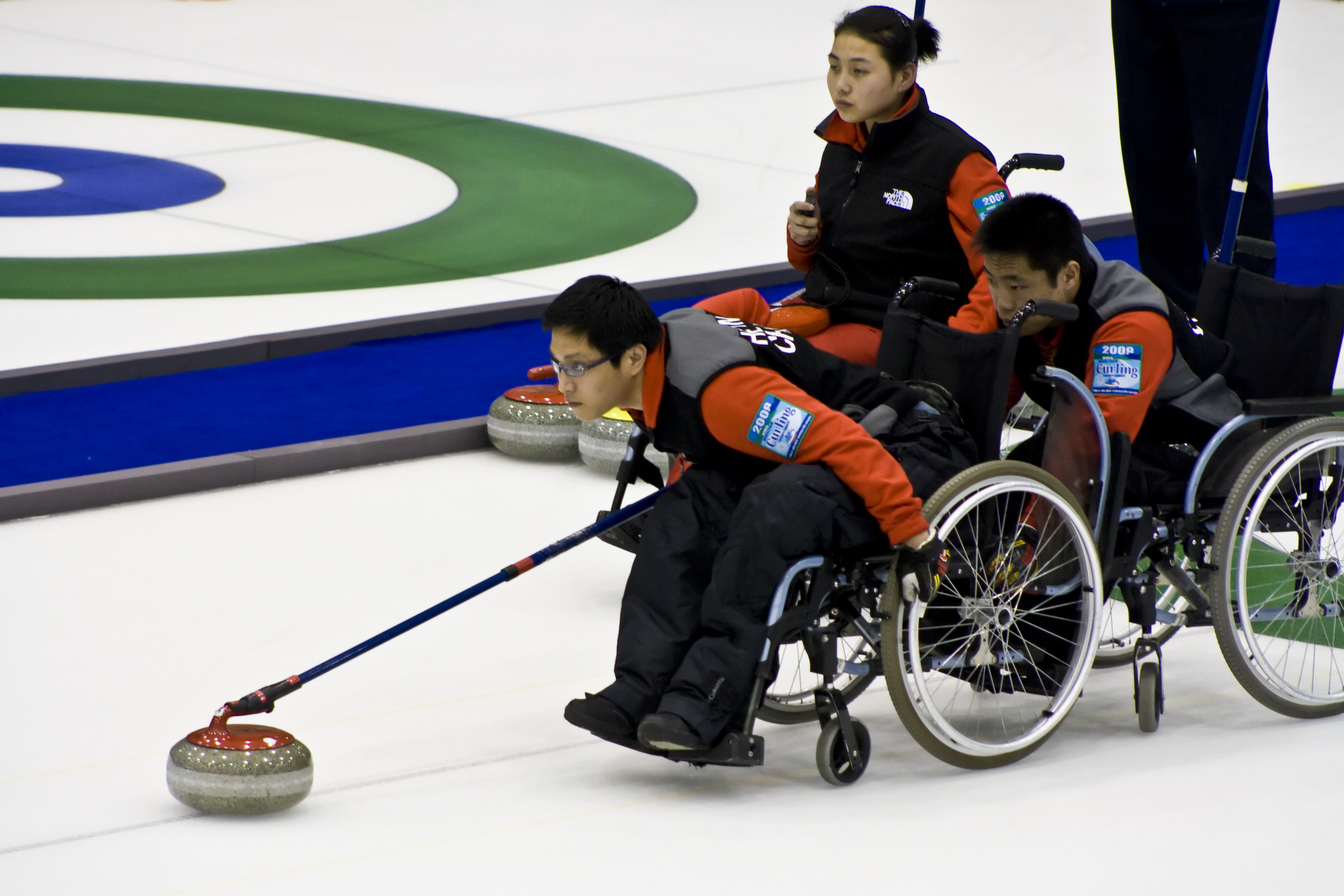
휠체어 컬링

휠체어 컬링(영어: wheelchair curling)은 4명이 참여하는 스포츠이다. 동계 패럴림픽의 정식 종목으로 채택되어 있다.

## 규칙
34.75m 정도 떨어져 있는 표적판(하우스)으로 20 kg 스톤을 밀어보낸다. 이 후 어느 팀이 과녁중심에 더 가까이 위치하느냐에 따라 승패가 결정된다. 각 선수는 리드(lead), 세컨드(second), 서드(third), 스킵(skip) 순서로 스톤을 굴린다. 이들 중 스킵은 작전을 짜는 역할을 수행한다. 이는 동계올림픽의 컬링과 비슷하다.

### 컬링과의 차이점
컬링과의 차이점은 다음과 같다.
- 휠체어에 앉은 장애인 선수들이 손 혹은 스틱 중에서 자신이 가장 편한 방식으로 스톤을 굴린다.
- 휠체어 컬링은 총 8엔드로 승패가 결정된다. 이는 10엔드로 결정되는 일반 컬링보다 짧은 시간이다. 한 선수 당 2개씩 8개 스톤을 상대팀과 번갈아서 굴리면 하나의 엔드(end)가 끝난다.
- 휠체어 컬링은 빗자루 질을 하는 스위퍼가 없다. 그 이유는 선수들이 이동에 제약이 많기 때문이다.
- 투구 선수 뒤에는 동료자가 붙어 있다. 그 이유는 동료자가 투구자의 휠체어를 잡아 줌으로써 굴리는 방향을 정확하게 결정할 수 있기 때문이다.
- 공식경기 내 선수 구성에서 휠체어 컬링은 1명이상의 여성선수가 포함되어야 된다.